# Ухвала
Ухва́ла — письмове або усне судове рішення, яким вирішуються питання, пов'язані з процедурою розгляду справи, та інші процесуальні питання.
Ухвалами судів апеляційної та касаційної інстанцій також вирішуються питання про відкриття апеляційного або касаційного провадження.
Ухвала є актом застосування судом норм процесуального права.
Судовий розгляд, яким справа вирішується по суті, закінчується ухваленням рішення суду іменем України; інші випадки закінчення розгляду справи (зокрема, закриття провадження у справі, залишення заяви без розгляду) оформляються ухвалою постанови.
Ухвали суду, що набрали чинності, є обов'язковими до виконання.

## В Україні
Ухвали постановляють суди загальної, адміністративної та господарської юрисдикції в Україні у кримінальному, цивільному, господарському і адміністративному провадженні. Крім того, ухвали постановляють Конституційний Суд України і третейські суди.

### Зміст ухвали
Ухвала суду, що постановляється як окремий документ, складається з:
- вступної частини із зазначенням:
  - дати і місця її постановлення;
  - найменування суду, прізвища та ініціалів судді (суддів);
  - імен (найменувань) сторін та інших осіб, які беруть участь у справі;
- описової частини із зазначенням суті клопотання та імені (найменування) особи, що його заявила, чи іншого питання, що вирішується ухвалою;
- мотивувальної частини із зазначенням мотивів, з яких суд дійшов до висновків, і закону, яким керувався суд, постановляючи ухвалу;
- резолютивної частини із зазначенням:
  - висновків суду;
  - строку і порядку набрання ухвалою законної сили та її оскарження.

### Класифікація ухвал
Залежно від змісту:
- ухвали, спрямовані на початок процесу в справі;
- ухвали, які перешкоджають виникненню процесу (перетинальні);
- ухвали, які забезпечують розвиток процесу;
- ухвали, які перешкоджають подальшому розвитку процесу (заключні).

Залежно від складу суду, яким постановлена ухвала:
- одноособові;
- колегіальні.

За критерієм інстанційності:
- ухвали суду першої інстанції;
- ухвали суду апеляційної інстанції;
- ухвали суду касаційної інстанції;
- ухвали Верховного Суду України[1].

За видом судочинства:
- ухвали в кримінальних справах;
- ухвали в цивільних справах;
- ухвали в господарських справах;
- ухвали в адміністративних справах.

За способом оформлення:
- ухвали, що виносяться у формі окремого процесуального документа (письмові);
- ухвали, що заносяться до журналу (протоколу) судового засідання (усні).

За можливістю оскарження:
- ухвали, що підлягають оскарженню окремо від рішення суду;
- ухвали, що не підлягають оскарженню окремо від рішення суду, заперечення на такі ухвали можуть бути включені до апеляційної або касаційної скарги.

Окремим видом ухвал є окрема ухвала.

### Приклади ухвал за типом
Ухвали цивільного суду першої інстанції можуть бути про:
- розгляд справи в закритому судовому засіданні
- проведення в залі судового засідання фото- і кінозйомки, відео-, звукозапису із застосуванням стаціонарної апаратури, а також транслювання судового засідання по радіо і телебаченню
- закриття провадження в справі
- відвід судді (суду)
- залучення або допуску до участі в справі третьої особи
- призначення опікуна або піклувальника
- залучення спеціаліста
- допуск перекладача
- поновлення або продовження процесуальних строків
- розшук відповідача
- відстрочення або розстрочення судових витрат
- застосування заходів процесуального примусу
- відмову у прийнятті заяви про видачу судового наказу
- відкриття наказного провадження
- залишення заяви про скасування судового наказу без розгляду
- прийняття заяви про прийняття судового наказу до розгляду
- залишення заяви про скасування судового наказу без задоволення
- залишення позовної заяви без руху
- повернення позовної заяви позивачу
- відкриття провадження у справі чи відмову у відкритті провадження у справі
- об'єднання вимог в одне провадження
- роз'єднання кількох вимог у самостійні провадження
- залишення позовної заяви без розгляду
- забезпечення доказів
- призначення експертизи
- призначення справи до розгляду
- продовження розгляду справи
- участь особи у судовому засіданні в режимі відеоконференції
- задоволення клопотання
- відмову в задоволенні клопотання
- відкладення розгляду справи на певний строк
- закриття провадження у справі
- визнання мирової угоди
- відмову у визнанні мирової угоди
- закінчення з'ясування обставин справи та перевірки їх доказами
- повернення до з'ясування обставин у справі
- поновлення судового розгляду
- зауваження щодо технічного запису судового засідання та журналу судового засідання
- зупинення провадження у справі
- відновлення провадження у справі
- внесення виправлень до судового рішення
- відмову в ухваленні додаткового рішення
- роз'яснення рішення суду
- заочний розгляд справи
- залишення заяви про перегляд заочного рішення без задоволення
- скасування заочного рішення і призначення справи до розгляду в загальному порядку
- примусове направлення фізичної особи на судово-психіатричну експертизу.

### Ухвали вконституційному судочинстві
Конституційний Суд України постановляє ухвали про:
- відкриття конституційного провадження або про відмову у відкритті конституційного провадження;
- припинення провадження у справі за конституційним поданням, конституційним зверненням;
- відмову у відкритті провадження;
- визнання акта Кабінету Міністрів України таким, що не відповідає Конституції України;
- притягнення до відповідальності у разі виявлення неповаги до Конституційного Суду України або перешкоджання проведенню його пленарного засідання.

### Процесуальні закони
- ЦПК
- КПК
- ГПК
- КАСУ
- Про відновлення платоспроможності боржника або визнання його банкрутом
- Про Конституційний Суд України
- Про третейські суди

### Рішення Конституційного Суду України, що стосуються можливості оскарження ухвал
- У справі за конституційним зверненням громадянина Суботи Артема Анатолійовича щодо офіційного тлумачення положень пункту 2 частини першої статті 293 Цивільного процесуального кодексу України (справа про забезпечення апеляційного оскарження ухвал суду): Рішення від 28 квітня 2010 року № 12-рп/2010
- У справі за конституційним зверненням громадянина Слободянюка Івана Івановича щодо офіційного тлумачення положення пункту 12 частини першої статті 293 Цивільного процесуального кодексу України у взаємозв'язку з положеннями пунктів 2, 8 частини третьої статті 129 Конституції України: Рішення від 8 липня 2010 року № 18-рп/2010
- У справі за конституційним зверненням військової частини А 1080 щодо офіційного тлумачення положення пункту 28 частини першої статті 293 Цивільного процесуального кодексу України у взаємозв'язку з положеннями пунктів 2, 8 частини третьої статті 129 Конституції України: Рішення від 2 листопада 2011 року № 13-рп/2011
- У справі за конституційним зверненням громадянина Рейніша Леоніда Валерійовича щодо офіційного тлумачення положення пункту 10 частини першої статті 293 Цивільного процесуального кодексу України у взаємозв'язку з положеннями пункту 8 частини третьої статті 129 Конституції України, частини другої статті 293 Цивільного процесуального кодексу України: Рішення від 22 квітня 2014 року № 4-рп/2014
- У справі за конституційним зверненням громадянина Шаповалова Олексія Леонідовича щодо офіційного тлумачення положень пункту 20 частини першої статті 106, частини першої статті 11113 Господарського процесуального кодексу України у взаємозв'язку з положеннями пунктів 2, 8 частини третьої статті 129 Конституції України: Рішення від 25 квітня 2012 року № 11-рп/2012

### Інше
- Єдиний державний реєстр судових рішень
- Усі ухвали Конституційного Суду України з 1997 року